# كليفورد غرانت
كليفورد غرانت (بالإنجليزية: Clifford Grant)‏ هو مغني ومغني أوبرا أسترالي، ولد في 11 سبتمبر 1930.

## وصلات خارجية
- كليفورد غرانت على موقع IMDb (الإنجليزية)
- كليفورد غرانت على موقع ميوزك برينز (الإنجليزية)
- كليفورد غرانت على موقع أول ميوزيك (الإنجليزية)
- كليفورد غرانت على موقع ديسكوغز (الإنجليزية)